# Karl-Erik Nilsson
Karl-Erik Nilsson (ur. 4 stycznia 1922 w Stehag, zm. 14 grudnia 2017 w Limhamn) – szwedzki zapaśnik. Trzykrotny medalista olimpijski.
Walczył w stylu klasycznym. W 1948 w Londynie zwyciężył w wadze półciężkiej. Cztery lata później w tej samej kategorii zajął trzecie miejsce. Trzeci olimpijski krążek (ponownie brązowy) wywalczył w 1956 w Melbourne. Stawał na podium mistrzostw świata w 1955. Wielokrotnie zdobywał tytuły mistrza Szwecji.

## Starty olimpijskie
Londyn 1948
- styl klasyczny do 87 kg – złoto

Helsinki 1952
- styl klasyczny do 87 kg – brąz

Melbourne 1956
- styl klasyczny do 87 kg – brąz